# Chim lam Philippine
Chim lam Philippine (danh pháp khoa học: Irena cyanogastra) là một loài chim trong họ Chim lam. Nó là loài đặc hữu Philippines.
Môi trường sinh sống tự nhiên của nó là rừng đất thấp nhiệt đới hoặc cận nhiệt đới và rừng núi cao ẩm nhiệt đới và cận nhiệt đới.